# Флорънс Грифит-Джойнър
Флорънс Грифит-Джойнър (на английски: Florence Griffith-Joyner) е лекоатлетка от САЩ.
Тя е носителка на 3 златни и 2 сребърни медала от олимпийски игри и световна рекордьорка на 100 и 200 метра гладко бягане. Става известна с дългите си нокти и спекулациите, че е използвала допинг, който е довел до ранната ѝ смърт. В Америка е известна с прякора си Фло Джо.

## Биография
Флорънс израства в Лос Анджелис в бедно семейство заедно със своите 10 братя и сестри. Родителите ѝ се развеждат, когато е на четири години. През 1966 г. започва да се занимава със спорт и през 1973 и 1974 г. печели детското състезание „Джеси Оуенс“. За пръв път се появява на международно лекоатлетическо състезание на световното първенство в Хелзинки през 1983 г. Не взима участие на олимпиадата в Москва през 1980 заради бойкота на САЩ, но на игрите в Лос Анджелис през 1984 печели първото си голямо отличие – сребърен медал на 200 метра. През същата година се жени за олимпийския шампион в тройния скок – Ал Джойнър. Преди това неин дългогодишен приятел е бил хърделистът Грег Фостър.
Голямо впечатление на зрителите прави нейният външен вид. Флорънс винаги се състезава с дълга черна коса, дълги шарени нокти и носи светли анцузи.
Преди олимпиадата в Сеул през 1988 Флорънс подобрява световния рекорд на 100 метра на Евелин Ашфорд на 10,49 секунди, а на самата олимпиада печели златни медали на 100, 200 и 4х100 метра щафета и сребърен медал на щафетата 4х400. Поставя нов световен рекорд и на 200 метра. Заради липсата на конкуренция около нея се появяват слухове, че употребява допинг. Съмнения за това се появяват заради спада на формата ѝ само за една година и последвалото отказване от спорта. През 1989 г. спира със спорта, а на следващата година ражда и първото си дете. През 1995 г. е въведена в американската атлетическа зала на славата.
След майчинството започва да се подготвя за завръщане в спорта, но два месеца преди олимпиадата в Атланта през 1996 получава травма и слага край на спортната си кариера. Едно от нещата, които прави след това, е дизайнът на екипите на баскетболния отбор от НБА – Индиана Пейсърс.
На 21 септември 1998 г. умира в дома си в Калифорния на 38-годишна възраст от епилепсия. Смята се, че ранната ѝ смърт може да е предизвикана от употребата на допинг.